# Richard Stallman
Richard Matthew Stallman (n. 16 martie 1953, New York City, New York, SUA) cunoscut și ca  „rms”, este un programator evreu-american și un activist pentru software liber. În septembrie 1983 lansează Proiectul GNU orientat către dezvoltarea unui sistem de operare liber compatibil cu UNIX, el a fost inițiatorul și organizatorul principal în cadrul proiectului. Odată cu lansarea Proiectului GNU el inițiază mișcarea pentru software liber, iar în octombrie 1985 creează Free Software Foundation. R. Stallman a fost unul din pionierii conceptului de copyleft și unul din autorii a mai multor licențe copyleft, inclusiv Licența Publică Generală GNU, care este cea mai răspândită licență  pentru software liber. Începând cu mijlocul anilor '90 el își petrece cea mai mare parte a timpului pentru promovarea software-lui liber. Stallman este creatorul și dezvoltatorul mai multor programe larg răspândite cum ar fi Emacs, GCC și GNU Debbuger. El este unul din cofondatorii Ligii pentru Libertatea Programării în 1989.

## Biografie
A urmat programul extrașcolar Columbia Science Honors Program - destinat copiilor supradotați. Relatările foștilor colegi îi conturează un portret care îl plasează în sfera unei tulburări comportamentale numită în ultimii ani "sindromul Asperger"  - caracteristic copiilor cu abilități speciale în domeniul științelor exacte . Urmează cursurile Universității Harvard unde obține rezultate excepționale în matematică, urmează cursul Math 55, care comprima materia de patru ani în doar două semestre.

## Proiectul GNU
Pe data de 27 septembrie 1983, pe grupul de știri net.unix-wizards apărea un mesaj prin care cineva care semna RMS anunța că a început să scrie un sistem de operare compatibil UNIX, numit GNU, pe care îl oferă liber oricui vrea să-l folosească. În 1985, Stallman publică GNU Manifesto, apoi înființează Free Software Foundation iar în 1989 inventează Licența Publică Generală GNU și popularizează termenul copyleft.

## Lucrări
- Free Software, Free Society: Selected Essays of Richard M. Stallman GNU Press.